# لودوفيكا كافالي
لودوفيكا كافالي (من مواليد 20 ديسمبر 2000) هي لاعبة ألعاب قوى إيطالية متخصصة في جري المسافات المتوسطة. تنافست في حدث 3000 متر سيدات في بطولة أوروبا لألعاب القوى داخل الصالات 2021.
أنهت كافالي السباق في المركز السادس في بطولة أوروبا تحت 20 سنة 2019 في سباق 3000 متر موانع. في عام 2019، فازت بالميدالية الفضية للفريق في بطولة اختراق الضاحية الأوروبية 2019 في لشبونة. وبعد ذلك بعامين في دبلن حققت الميدالية الذهبية، مرة أخرى مع الفريق في بطولة اختراق الحواجز الأوروبية، وهذه المرة في الفئة العليا لألعاب القوى تحت 23 عامًا.
في عام 2022، فازت بثلاثة ألقاب إيطالية في السباق القصير عبر الضاحية، داخليًا في مسافة 3000 متر وفي الهواء الطلق في مسافة 1500 متر. حصلت بعد ذلك على استدعائها الثاني في الفريق الوطني الإيطالي لألعاب القوى في ألعاب البحر الأبيض المتوسط في وهران حيث فازت بالميدالية البرونزية في سباق 1500 م.